# Dave Williams
David Wayne Williams (29. veljače 1972. – 14. kolovoza 2002.) bio je američki pjevač, najpoznatiji kao glavni vokalist američkog nu metal sastava Drowning Pool.

## Životopis
Williams je odrastao u Princetonu, Texas, s ocem Charlesom Edwardom i majkom Jo-Ann Williams.
Godine 1999. Williams se pridružio metal sastavu Drowning Pool, koji je prije nastupao samo kao instrumentalna grupa. Skupina je 2001. godine s Williamsom objavila svoj debitantski album, Sinner. Williams je ubrzo stekao svjetsku slavu; umjetnički nadimak "Stage" dao mu je gitarist sastava Pantera, Dimebag Darrell, zbog njegove slave na pozornici.
Ipak, 14. kolovoza 2002. godine, Williams je pronađen mrtav u busu sastava. Ustanovljeno je da je preminuo od bolesti srčanog mišića, od čega se saznalo da boluje tek nakon smrti. Javni sprovod održan je 18. kolovoza 2002. godine u 10 sati ujutro. Iste godine bio je objavljen DVD koji govori o Williamsovu životu. Williams je uvršten u listu 100 najboljih metal pjevača Hit Paradera, gdje je završio na 82. mjestu.